# Polyrhachis brendelli

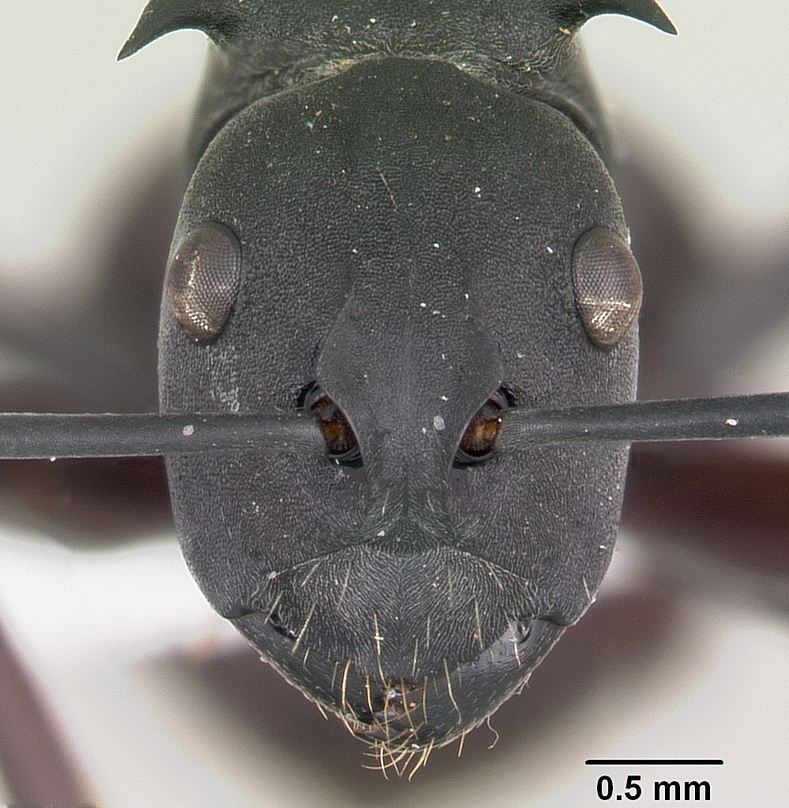
Cabeça da Polyrhachis brendelli.

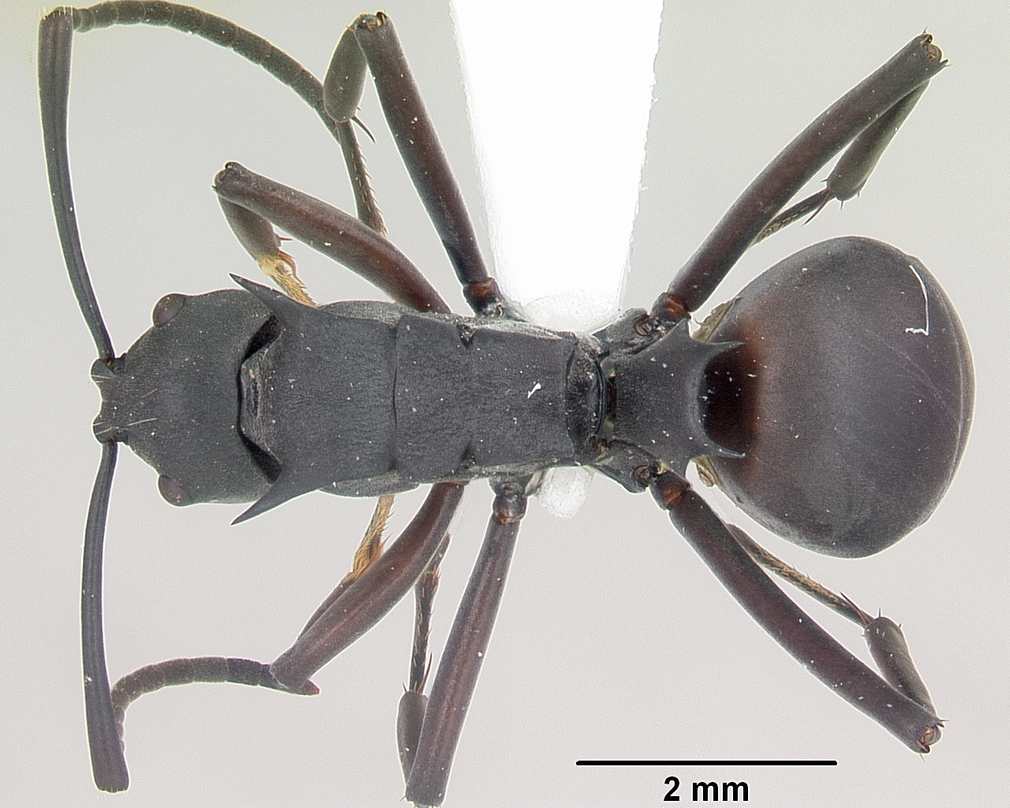
Vista dorsal da Polyrhachis brendelli.

Polyrhachis brendelli é uma espécie de formiga do gênero Polyrhachis, pertencente à subfamília. O artrópode tem o seu habitat na Indonésia.